# Кетчум, Том
Томас Эдвард «Том» Кетчум (англ. Thomas Edward Ketchum; 31 октября 1863 — 26 апреля 1901), также известный под прозвищем «Чёрный Джек (англ. Black Jack)», — американский бандит и грабитель поездов времён Дикого Запада.

## Биография

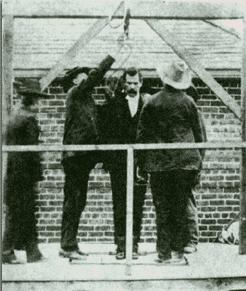
Казнь Тома Кетчума.

Родился в 1863 году в округе Сан-Саба, Техас. В 1890 году покинул Техас — возможно, из-за совершения преступления. Начал работать ковбоем в долине реки Пекос, в Нью-Мексико, где в 1894 году к нему присоединился его старший брат Сэм. Здесь они оба вступили в банду грабителей поездов, где Том вскоре стал самым жестоким и широко известным в округе бандитом.
16 августа 1899 года, уже потеряв брата в одном из нападений, Том Кетчум атаковал проезжающий поезд. Кондуктор Франк Харрингтон, увидев всадника и узнав его, выстрелил Тому в руку из ружья, сбив его с коня. Его нашли только день спустя и доставили в больницу города Клейтон, где его правую руку пришлось ампутировать.
Вскоре начался суд, где Том Кетчум был приговорён к смертной казни через повешение, что и было сделано в 1901 году. Он стал единственным повешенным в округе Юнион за всю его историю. Казнь провели весьма непрофессионально, верёвка была слишком длинной, поэтому в момент падения в люк голова Кетчума оторвалась от тела (впоследствии была к нему пришита, и в таком виде труп был похоронен на местном кладбище).
Мёртвое тело Тома было сфотографировано, на основе фотографии была сделана популярная в те годы почтовая открытка.
Кетчуму посвящён фильм «Отчаянный Чёрный Джек Кетчум» (1957, в главной роли Говард Дафф), и он появляется в  сериалах Stories of the Century (Джек Элам) и Frontier Doctor (Родс Рисон).